# Sprzysiężenie Siedmiu
Powstanie w Persji w VI w. p.n.e. przeciw Bardiji nazywanemu przez Greków Smerdisem.
Herodot opisuje je w trzeciej księdze Dziejów. Wedle jego relacji Bardija nie był prawdziwym synem Cyrusa i bratem Kambyzesa, lecz sobowtórem podstawionym przez Medów w tak zwanym spisku magów.
Podstęp ten przejrzał szlachetny Pers Otanes, który postanowił sprawdzić rzecz przez swą córkę Fajdymię będącą nałożnicą władcy. Upewniwszy się, że Bardija nie jest tym, za kogo się podaje, rozpoczął poszukiwanie sojuszników.
Odnalazł ich w osobach pięciu innych szlachetnych Persów: Aspatinesa, Gobyrasa, Intafrenesa, Megabyzosa oraz Hydarnesa. Po powrocie do kraju dołączył do nich także Dariusz, syn Hystaspesa – późniejszy król Persji.
Siedmiu mężów sprowokowało i przeprowadziło udane powstanie, w którym Gobyras i Dariusz odnaleźli i zgładzili uzurpatora. Jednak zdania co do przyszłości kraju były wśród nich podzielone. Ilustruje to słynny fragment z Dziejów, w którym trzej mężowie wypowiadają mowy o trzech formach ustroju. Otanes popiera demokrację, pragnąc powierzyć władzę ogółowi Persów. Megabyzos chciałby oligarchii i rządów możnych. Ostatecznie wygrywa zdanie Dariusza, który opowiada się za przywróceniem monarchii.
Po zdecydowaniu się na formę rządów siedmiu mężów wybrać musi spośród siebie nowego monarchę. Decydują się na losowanie, z udziału w którym dobrowolnie rezygnuje Otanes, którego ród będzie odtąd specjalnym przywilejem wyłączony spod władzy królewskiej. Pozostałych sześciu dosiada o świcie koni, a władcą zostanie ten, którego wierzchowiec zarży jako pierwszy. Dzięki podstępowi wymyślonemu przez koniuszego Ojbaresa nowym władcą zostaje Dariusz, który zmusił konia do zarżenia dzięki zapachowi klaczy.
Historia o Sprzysiężeniu siedmiu, choć zapewne nie w pełni oparta na autentycznych wydarzeniach, pełniła istotną rolę w kształtowaniu się perskiego społeczeństwa oraz w narracji Dziejów Herodota. Siedmiu mężów to siedem rodów współpracujących z Dariuszem w panowaniu nad Persją. Ilekroć w Dziejach Persowie dokonują heroicznych czynów, stoi za nimi jeden z siedmiu mężów lub jego potomek.